# Просянка (Ставропольский край)
Прося́нка — село в Петровском районе (городском округе) Ставропольского края Российской Федерации.

## Варианты названия
- Просянский,
- Просянское[2].

## География

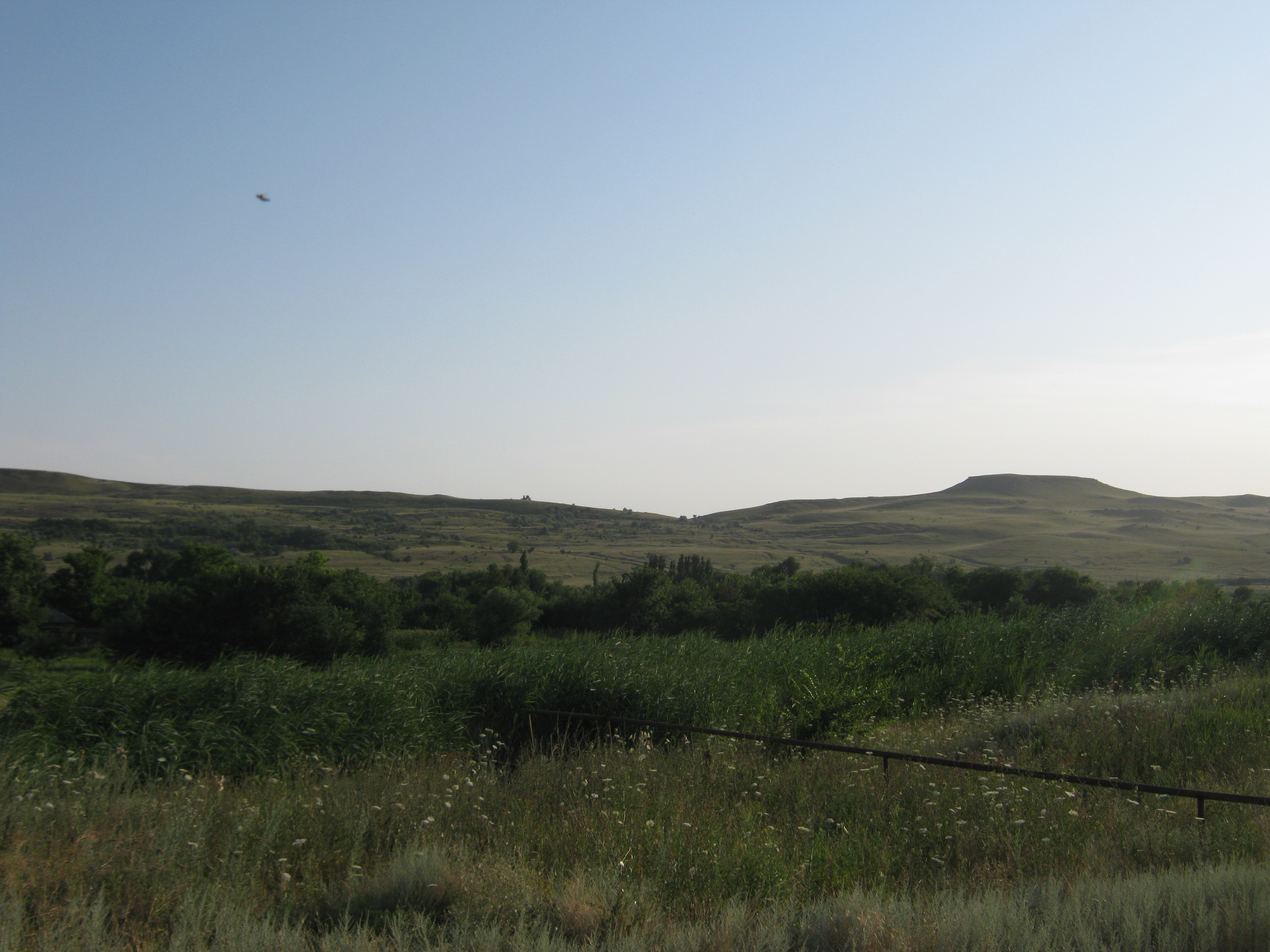
Гора Моргун

Село находится в степной местности, окружённой возвышенностями. В местном обиходе их именуют горами: Моргун (400 метров), Средняя, Баева и Царские Ворота. Через село протекает ручей Просянский, приток реки Калаус.
Недалеко от села находится солёное озеро.
Расстояние до краевого центра: 69 км. Расстояние до районного центра: 23 км.

## История
XIX век
Село основано в 1825 году, когда несколько крестьянских семей, преследуя свои хозяйственные цели, выселились из Высоцкого.
Во время Кавказской войны было несколько нападений небольших шаек горцев, но нападения эти не сопровождались кровопролитием и оканчивались только потерею части скота и непродолжительным пленом некоторых жителей.
В 1881 году в селе была построена небольшая деревянная церковь в честь Косьмы и Демьяна.
XX век
В начале века в отселке жило 622 коренных жителя и 55 иногородних. Они жили в 85 подворьях. Все жители переселенцы из Воронежской, Курской, Екатеринославской, Тамбовской и Орловской губерний.

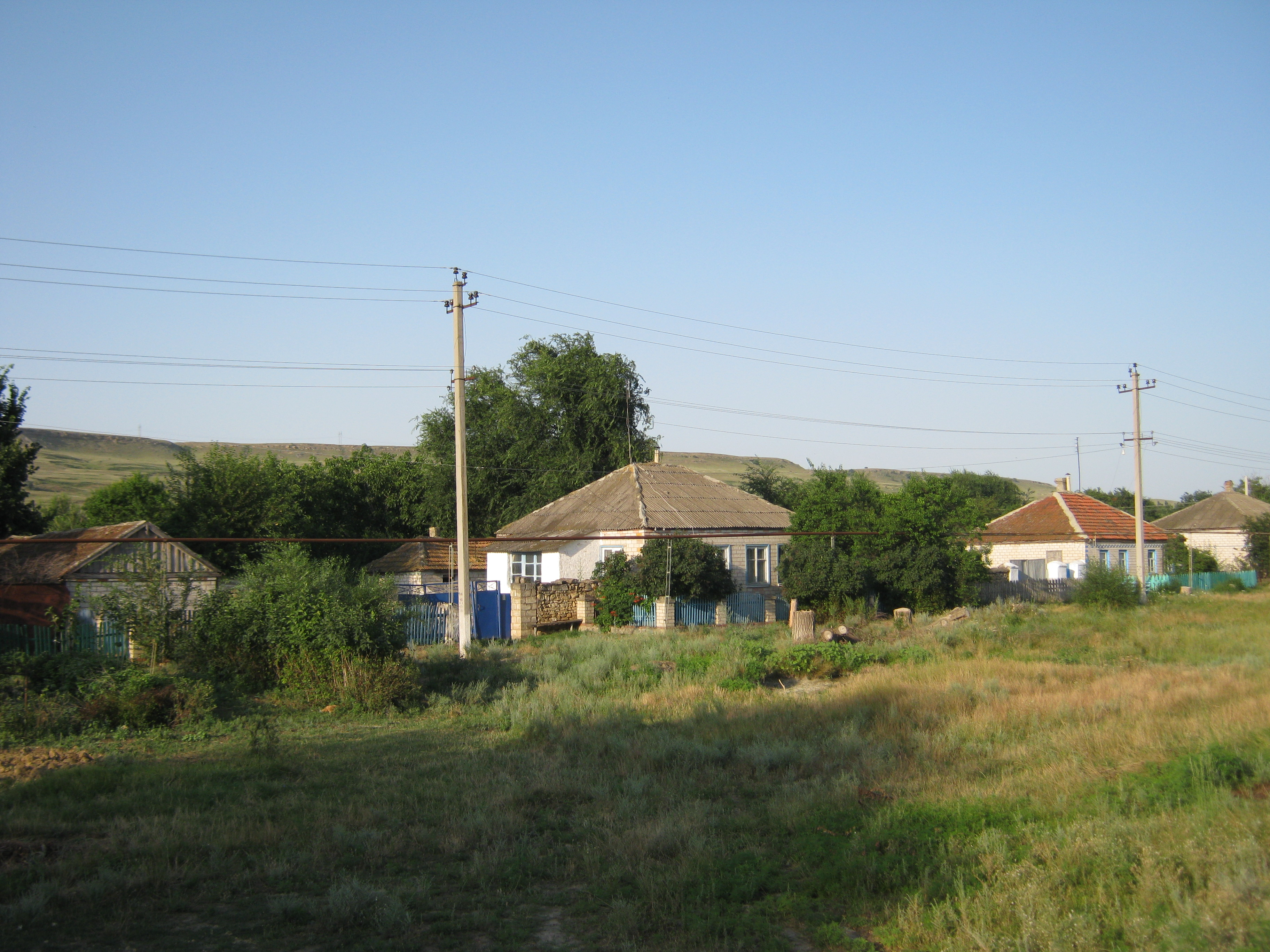
Одна из улиц села Просянка, 2011 год

В отсёлке имеются: 1 мелочная лавка, 1 винная, 2 постоялых двора, 22 водяныхъ мельницы и 1 овчинодельный завод.
В 1921 году отсёл Просянский, в который входило 6 хуторов: Гревцев, Ипполитов, Пирожков, Красный, Долгий, Малый, был переименован в село Просянка.
С 1924 года входит в состав Петровского района.
До 1 мая 2017 года село образовывало упразднённое сельское поселение Село Просянка.

## Население
| 1897  | 1903  | 1925  | 1926  | 1989  | 2002  | 2010  |
| ----- | ----- | ----- | ----- | ----- | ----- | ----- |
| 843   | ↗860  | ↗929  | ↗1012 | ↗1562 | ↗1564 | ↘1533 |
| 2011  | 2012  | 2013  | 2014  | 2015  | 2016  | 2017  |
| ↘1527 | ↘1514 | ↘1490 | ↘1469 | ↘1434 | ↘1420 | ↘1404 |
| 2023  |       |       |       |       |       |       |
| ↘1136 |       |       |       |       |       |       |

Национальный состав
По данным переписи 2002 года, 83 % населения — русские.
По итогам переписи населения 2010 года проживали следующие национальности (национальности менее 1 %, см. в сноске к строке "Другие"):
| Национальность | Численность | Процент |
| -------------- | ----------- | ------- |
| Русские        | 1200        | 78,28   |
| Даргинцы       | 118         | 7,70    |
| Табасараны     | 95          | 6,20    |
| Украинцы       | 24          | 1,57    |
| Другие         | 96          | 6,26    |
| Итого          | 1533        | 100,00  |

## Инфраструктура
- Дом культуры[24]

## Образование
- Детский сад № 14 «Колокольчик»[25]. Открыт 7 мая 1971 года[26]
- Средняя общеобразовательная школа № 14[27]. Открыта 1 сентября 1936 года как церковно-приходская школа[26]

## Памятники
- Обелиск партизанам гражданской войны, борцам павшим за завоевания Октябрьской революции 1918—1921 гг. 1924 год[28]
- Памятник В. И. Ленину. 1965 год[29]
- Памятник воинам-землякам, погибшим в годы гражданской и Великой Отечественной войн. 1967 год[30]
- Могила неизвестного советского солдата, погибшего в борьбе с фашистами[31]
- Бюст Я. М. Свердлова. 1975 год[32]

## Кладбище
- Общественное открытое кладбище (ул. Мира, 91а). Площадь участка 11 165 м²[33]